# أندرو مور (موسيقي)
أندرو مور هو موسيقي ومدرس كندي، ولد في 16 يوليو 1979.

## وصلات خارجية
- الموقع الرسمي